# 21991 Zane
21991 Zane è un asteroide della fascia principale. Scoperto nel 1999, presenta un'orbita caratterizzata da un semiasse maggiore pari a 2,835030 UA e da un'eccentricità di 0,090057, inclinata di 3,128664° rispetto all'eclittica. Ha un diametro di 3,985 km.